# Délnyugati indiánok
A délnyugati indiánok az USA délnyugati részén élő és az észak-mexikói indián törzsek gyűjtőneve.

## Területük és környezetük
A délnyugat száraz, homok és kő uralta, gyönyörű táj, amelyet évmilliók eróziója formált lapos tetejű táblahegyekké, poros síkságokká és mély kanyonokká. A szemet a vörös, a barna, a fekete és a sárga végtelen színárnyalatai és olykor a sivatagi növényzet váratlanul felbukkanó zöld foltjai gyönyörködtetik. Csipkés hegyek és vulkáni kúpok meredeznek a távoli horizonton, sötéten tornyosulva a mélykék ég hátterében. Az életet a leggyakrabban rövid, de heves nyári viharokkal érkező eső hozza, melynek nyomán rövid időre megtelnek a kanyonok, kiáradnak a környező sivatagba, ahol a homokban a víz gyorsan eltűnik. Több nagy folyó is átszeli a sziklás pusztaságokat: keleten a Rio Grande, nyugaton a Colorado, Mexikótól északra pedig a Sós-folyó (Salt River) és a Gila.
A növények és az állatok, érzékenyen reagálva a csapadékeltérésekre, a törékeny természeti körforgást követik. A magasabb övezetekben fenyő és boróka búvik meg a sziklák közti sekély talajon és a vízmosásokban, a sivatagos síkságokon - a legszárazabb helyek, mint például a Death Valley kivételével, ahol viszont iszonyú hőség és örökös szárazság honol - mindenütt megél a sivatagi cserje, a kaktusz és a mesquitófa.

## A törzsek listája
- anasazik
- hikarija apacsok
- hohokamok
- hopik
- jakik
- kahujtekek
- karankavák
- meszkalero apacsok
- navahók
- pimák
- pueblo indiánok
- szerik
- Tohono ódhemek vagy papagók
- zunyik

## Történelmük
Ebben a térségben az ember életét a víz vagy annak hiánya határozta meg. Évezredekkel ezelőtt gyűjtögettek és vadásztak, ahogy a sivataglakók mindig is tették, vagyis ruhának, élelemnek és lakhelynek felhasználtak mindent, ami él és mozog. Ám az ősök némelyike a Mezoamerikából szerzett tudásra építve kukoricát és tököt is termesztett. A száraz délnyugaton olyan virágzó volt a mezőgazdaság, mint Észak-Amerika kevés más helyén.
Az ősi sivatagi földművesek sikere lemérhető a térség történelem előtti civilizációinak kifinomult művészetén, technológiáján és vallási életén. Az egyik, Mogollon-kultúraként ismert csoport a hegyekben élt, ahol 0,9-1,2 méterre a földbe mélyesztett, gerendavázas, vessző-, nád- és sártetejű, jól szigetelt veremházakban védték magukat az időjárás viszontagságaitól.
Termesztettek kukoricát, babot, tököt, dohányt és gyapotot. Alkotókészségük bizonyítéka a Mimbres-típusúként ismert kerámia, amit jellegzetes fekete-fehér geometriai ábrákkal, valamint ember-, állat- és egyéb élőlényalakokkal díszítettek.
Úgy tűnik, hogy a Kr. u. 1200 és 1400 közötti időszakban a Mogollon-kultúrát egy másik sivatagi civilizáció szorította ki, mely Anasaziként („az ősiek”) ismert. Ez a teraszos és öntözéses földművelést folytató kultúra először Kr. e. 100 tájékán bukkant fel a magas táblahegyek (mesák) és mély kanyonok között. A mogolloniakhoz hasonlóan ők is földbe vájt házakban éltek, de Kr. u. 750 táján egy gyökeresen új lakóhelytípust fejlesztettek ki, amelyet vályogtéglákból emeltek és fagerendák tartotta, rudakból, fűből és sárból készült tetővel láttak el. Ezeket a házakat összeépítve az anasazik a tábla-hegyek tetején és a kanyonfalak bemélyedéseiben pueblónak nevezett, hatalmas lakóhelykomplexumokat alakítottak ki. Mindegyik emelet az alatta fekvőn nyugodott. A Pueblo Bonito nevű épületegyüttes, amit Kr. u. 900 körül kezdtek építeni a Chaco Canyonban, ötemeletes volt, és mintegy 700 helyiségből állt.
Az anasazik káprázatos gazdagságban hagytak maguk után festett edényeket, színes szöveteket, mozaikokat, elegáns türkiz ékszereket, tollas öltözékeket és egyéb finoman megmunkált tárgyakat. Civilizációjuknak azonban véget vetett a több nemzedéken át tartó aszály. 1300 tájára az anasazik elhagyták településeiket, és vagy közelebb költöztek a folyókhoz, vagy visszatértek a nomád vadász és gyűjtögető életmódhoz.
1539-ben és 1540-ben, az első spanyol betörések idején néhány indián csoport a folyók mentén vagy a sivatagos fennsíkokon falvakban élt és földművelést űzött. Ezek közé tartoztak a puebló törzsek, a hopik, a zunyik, a pimák és a Tohono ódhemek (papagók). Mások, mint például az apacsok és a navahók egyik helyről a másikra vándorolva vadásztak és gyűjtögettek. Az anasazik életmódját a Colorado folyó vidékéhez idomítva a hopik örökölték. Az arizonai Black Mesára rakott Oraibi Pueblóban a hopi földművesek, vadászok és gyűjtögetők a homokkő partoldalak repedéseibe és üregeibe vágott nyaktörő ösvényeken másztak le a több száz lábnyival lejjebb fekvő síkságra. A hopi férfiak kukoricájukat mélyen a homokos talajba vetették, hogy az elérje a nyári viharok táplálta talajnedvességet. A száraz szemeket sima, kemény kövekkel az asszonyok őrölték lisztté, melyből bezsírozott homokkő lapokon sütötték a kukoricalisztből, vízből és fahamuból álló lapos kenyeret, a pikit. Ugyancsak az asszonyok fonták nyúlcserje- és szömörceágakból a vesszőkosarakat, és alakították az edényeket, melyek világos agyagra felvitt vörös, barna és fekete színű, egyszerű, elegáns mintáikkal az anasazikéra emlékeztetnek. A férfiak gyűjtötték be, kártolták és fonták a gyapotot, amit a nők a sivatag színeire: sárgára, narancssárgára, zöldre, feketére és vörösre festettek, majd ruhákat szőttek belőle.
A Salt River és a Gila járta sivatagokban a pimák ma is azt az életmódot folytatják, amelyet egy másik ősi nép, a hohokam honosított meg.
A hohokamok olykor 16 kilométer hosszú csatornákat is létesítettek a sivatagban, hogy ellássák vízzel a kukoricával, babbal, tökkel, dohánnyal és gyapottal beültetett földjeiket. A szárazabb fennsíkokon, így például a Sonora-sivatagban élő népek, köztük a Tohono ódhemek a kaktusz termését takarították be - főként a saguaroét, azaz az arizonai óriáskaktuszét -, és apróvadra: havasi kecskére, szarvasfélékre, pulykára, lúdra és nyúlra vadásztak.
Az apacsok és a navahók eredete messze vezet délnyugattól, minthogy a távoli észak: Kanada és Alaszka indiánjainak nyelveivel rokon atapaszka nyelvcsaládhoz tartozó nyelven beszélnek. Nem tudjuk pontosan, mikor vándoroltak délre. Az apacsok északi rokonaik nomád életmódját követik: a síkságokon bölényre és villásszarvú antilopra, a hegyekben vapitira és jávorszarvasra vadásznak, emellett pedig vadnövényeket gyűjtenek. Észak-Új-Mexikó hikarija apacsai azonban a pueblóktól elsajátították a földművelést, bár nem épültek be a puebló kulturális környezetbe.
Ellenkezőleg, a sivatagi erőforrások megszerzéséért gyakran viseltek hadat a pueblók ellen. A navahók egészen addig megőrizték ősi vadász-gyűjtögető életmódjukat, míg a spanyoloktól át nem vették a házi juh tartását. Ekkor áttértek a pásztorkodásra, és kiváló gyapjúfonókká és -szövőkké váltak. A nyughatatlan apacsokkal ellentétben a navahók kicsi, elszórt csoportokban gyorsan megtelepedtek, és elfogadták otthonukként a sivatagot.